# 테오 (벨라루스의 가수)
유리 알략세예비치 바슈추크(벨라루스어: Юрый Аляксеевіч Вашчук, 1983년 1월 24일 ~ )는 테오(Teo)라는 예명으로 알려져 있는 벨라루스의 가수이다. 유로비전 송 콘테스트 2014에서 벨라루스 대표로 참가하여 결승에서 16위로 마무리했다.

## 생애
테오는 2009년부터 가수로 활동하기 시작했고, 현재까지 활발하게 활동 중이다. 유로비전 송 콘테스트 2014에 벨라루스 대표로 참가했다. 테오는 벨라루스 가수들 중에서 수준급의 가수들 중 한 명이다.

## 경력
- 유로비전 송 콘테스트 2014: 벨라루스 대표